# Creator
Creator è il secondo album in studio del gruppo musicale alternative rock statunitense The Lemonheads, pubblicato nel 1988.

## Tracce
Tutte le tracce sono di Ben Delly tranne dove indicato.
1. Burying Ground
2. Sunday
3. Clang Bang Clang (Evan Dando)
4. Out (Dando)
5. Your Home Is Where You're Happy (Charles Manson)
6. Falling
7. Die Right Now (Dando)
8. Two Weeks in Another Town
9. Plaster Caster (Gene Simmons)
10. Come to the Window
11. Take Her Down
12. Postcard
13. Live Without

## Formazione
- Evan Dando - voce, chitarra
- Ben Delly - chitarra, tastiere, voce
- Jesse Peretz - basso
- John Strohm - batteria
- Corey Loog Brennan - chitarra
- Mark Natola - batteria